# Ellie Bamber
Ellie Bamber (Berkshire, 2 februari 1997) is een Brits actrice.
Bamber had haar eerste rol op het toneel in Londen in 2009.

## Biografie
Bamber had van 2017 tot 2019 een relatie met Richard Madden.

## Filmografie
- Nocturnal Animals, 2016[4]
- Pride and Prejudice and Zombies (film), 2016
- The Nutcracker and the Four Realms, 2018[5]
- The Serpent, 2021
- Willow, 2022-2023
- en:Red, White & Royal Blue (film), 2023

- Library of Congress Control Number: no2017118907
- Système universitaire de documentation: 252797353
- Virtual International Authority File: 13150565578606251496
- WorldCat: E39PBJdmjrr6MHd8c73JPcxMT3